# Lazarevo Selo
Lazarevo Selo (izvirno srbsko Лазарево Село) je naselje v Srbiji, ki upravno spada pod Občino Niška Banja; slednja pa je del Niškega upravnega okraja.

## Demografija
V naselju živi 132 polnoletnih prebivalcev, pri čemer je njihova povprečna starost 42,7 let (44,1 pri moških in 41,4 pri ženskah). Naselje ima 61 gospodinjstev, pri čemer je povprečno število članov na gospodinjstvo 2,62.
To naselje je popolnoma srbsko (glede na rezultate popisa iz leta 2002), a v času zadnjih treh popisov je opazno zmanjšanje števila prebivalcev.
|  |

| Demografija | Demografija     | Demografija     |
| Leto        | Št. prebivalcev | Št. prebivalcev |
| ----------- | --------------- | --------------- |
|             |                 |                 |
|             |                 |                 |
|             |                 |                 |
|             |                 |                 |
| 1948        | 233             |                 |
| 1953        | 227             |                 |
| 1961        | 221             |                 |
| 1971        | 213             |                 |
| 1981        | 180             |                 |
| 1991        | 164             | 159             |
| 2002        | 165             | 160             |
|             |                 |                 |

| Etnična sestava po popisu iz leta 2002 | Etnična sestava po popisu iz leta 2002 | Etnična sestava po popisu iz leta 2002 | Etnična sestava po popisu iz leta 2002 | Etnična sestava po popisu iz leta 2002 |
| -------------------------------------- | -------------------------------------- | -------------------------------------- | -------------------------------------- | -------------------------------------- |
| Srbi                                   | Srbi                                   |                                        | 160                                    | 100,0%                                 |
| Neznano                                | Neznano                                |                                        | 0                                      | 0,0%                                   |